# Lista de atletas brasileiros nos Jogos Olímpicos de Verão de 1988
A lista a seguir discrimina os atletas brasileiros que participaram da Seul 1988, independentemente de terem logrado êxito na busca por medalhas.
Nos Jogos Olímpicos de Verão de 1988, os Jogos de número XXIV, em Seul, na Coréia do Sul, o Brasil participou de sua décima quinta Olimpíada com 160 atletas, sendo 127 homens e 33 mulheres (superando os Jogos anteriores como a maior delegação da história até aqui) em 21 esportes: tiro com arco, ginástica artística, nado sincronizado, atletismo, basquetebol, boxe, ciclismo, saltos ornamentais, hipismo, esgrima, futebol, judô, remo, vela, tiro esportivo, natação, voleibol, levantamento de peso e estreou na luta Olímpica, no tênis de mesa e oficialmente no tênis, além do torneio de demonstração de boliche. Conquistando 6 medalhas: 1 de ouro, 2 de prata e 3 de bronze.
Subsedes:
A Cidade sede dividiu com as subsedes de Busan, Daegu, Daejeon e Gwangju o abrigo às partidas do torneio de futebol. Outras subsedes: Busan (vela); Goyang (hipismo); Hanam (canoagem e remo); Seongnam (luta Olímpica); Gwacheon (hipismo e pentatlo moderno); Seongnam (hóquei); Suwon (handebol); Paju (ciclismo de estrada).
A delegação foi novamente chefiada por André Gustavo Richer e o principal destaque foi a única medalha de ouro dessa edição, conquistada por Aurélio Miguel na categoria "meio-pesado", se tornando o primeiro brasileiro campeão Olímpico no judô.
O atual campeão Olímpico dos "800 metros rasos", Joaquim Cruz dessa vez teve de se contentar com a medalha de prata.
A seleção de "futebol masculino" avançou pela segunda vez consecutiva a uma final Olímpica e mais uma vez ficou com a prata após a derrota de virada por 2x1 para a União Soviética, na prorrogação. Destaque para Ademir e Luís Carlos Winck que conquistaram a segunda medalha e para os futuros Campeões do Mundo: Romário, Bebeto, Taffarel, Jorginho e Mazinho, treinados por Carlos Alberto Silva que ainda tinha entre os convocados Edmar, André Cruz, Geovani, João Paulo, Andrade, Neto, Ricardo Gomes e Valdo, entre outros.
Robson Caetano foi o primeiro velocista brasileiro a ganhar uma medalha Olímpica, um bronze nos "200 metros rasos".
As outras duas medalhas de bronze foram obtidas na vela. Dessa vez em parceria com Nélson Falcão, Torben Grael ganhou sua segunda medalha Olímpica, agora na "classe star". O irmão de Torben, Lars Grael junto com Clínio Freitas ganhou a medalha na "classe tornado".
Com esses feitos, Ademir Roque, Luís Carlos Winck, Joaquim Cruz e Torben Grael se juntaram ao grupo dos medalhistas múltiplos, agora com 18 atletas vencedores de dois pódios Olímpicos (Vide seção "Multimedalhistas").
Outros destaques:
Pela terceira vez consecutiva uma ginasta brasileira, dessa vez Luísa Parente, alcança as finais do "individual feminino"; Zequinha Barbosa disputou também a final dos "800 metros rasos", ficando na 6.ª posição; além da medalha nos "200 metros rasos", Robson Caetano também correu a final dos "100 metros rasos", terminando em 5.° lugar; o "basquete masculino" chegou a um 5.° lugar com a equipe de Oscar, Marcel, Guerrinha, Rolando, Cadum, Gérson, Pipoka, Maury e outros, comandado por Ary Vidal; no hipismo a equipe mista avançou às finais do "concurso de saltos", concluindo em 8.° lugar; no "dois sem" do remo, os irmãos Carvalho correram a final B, concluindo o torneio na 10.ª colocação; destaque negativo nas piscinas, o Brasil teve um dos piores desempenhos da história, disputou apenas uma final, nos "200 metros costas", com Rogério Romero conseguindo uma 8.ª posição; no "vôlei masculino" o time passou por instabilidades durante o último ciclo, com alternâncias no comando técnico entre José Carlos Brunoro e o coreano Young Wan Sohn, chegou perto de não se classificar para os Jogos pela primeira vez, gerando uma crise com os principais jogadores que desistiram de servir a Seleção. Na reta final do ciclo Bebeto de Freitas reassumiu para participar de sua 4.ª Olimpíada, segunda como técnico. Com o retorno de alguns dos astros da geração de prata como Amauri, Domingos Maracanã, Montanaro, Renan e William ganhando a companhia de Pampa, Carlão, Léo, Maurício, Paulão e outros, levaram a equipe às semifinais, mas perderam as partidas decisivas para Estados Unidos e Argentina, terminando na 4.ª colocação; já no "vôlei feminino" as brasileiras treinadas por Jorge Barros melhoraram sua classificação após duas vezes seguidas em 7.° lugar, dessa vez ficaram na 6.ª colocação; o "judô feminino" estreou como demonstração com duas brasileiras conquistando o 5.° lugar em suas categorias: Mônica Angelucci e Soraia André; também como demonstração o "boliche" brasileiro esteve representado no torneio masculino com Walter Costa chegando na 9.ª posição.
Abaixo segue a relação dos esportistas brasileiros participantes da Seul 1988.

## Tiro com arco
Masculino
| Atleta        | Modalidade           | Preliminar 30 m     | Preliminar 50 m     | Preliminar 70 m     | Preliminar 90 m     | Pontuação total     | Rodada 1             | Rodada 2             | Quartas de final     | Semifinal            | Final                | Colocação final | Referência(s) |
| Atleta        | Modalidade           | Resultado Colocação | Resultado Colocação | Resultado Colocação | Resultado Colocação | Resultado Colocação | Adversário Resultado | Adversário Resultado | Adversário Resultado | Adversário Resultado | Adversário Resultado | Colocação final | Referência(s) |
| ------------- | -------------------- | ------------------- | ------------------- | ------------------- | ------------------- | ------------------- | -------------------- | -------------------- | -------------------- | -------------------- | -------------------- | --------------- | ------------- |
| Renato Emílio | masculino individual | 339 =47.°           | 303 =59.°           | 292 =55.°           | 291 =16.°           | 1225 43.°           | Não avançou          | Não avançou          | Não avançou          | Não avançou          | Não avançou          | 43.°            | [ 6 ]         |
| Jorge Azevedo | masculino individual | 334 =63.°           | 306 =54.°           | 289 =60.°           | 262 =58.°           | 1191 62.°           | Não avançou          | Não avançou          | Não avançou          | Não avançou          | Não avançou          | 62.°            | [ 6 ]         |

## Ginástica artística
Masculino
Individual
| Atleta    | Modalidade       | Qualificação       | Qualificação     | Qualificação       | Qualificação       | Qualificação     | Qualificação | Qualificação | Qualificação | Final              | Final            | Final              | Final              | Final            | Final       | Final       | Final     | Referência(s) |
| Atleta    | Modalidade       | Aparelho           | Aparelho         | Aparelho           | Aparelho           | Aparelho         | Aparelho     | Total        | Colocação    | Aparelho           | Aparelho         | Aparelho           | Aparelho           | Aparelho         | Aparelho    | Total       | Colocação | Referência(s) |
| Atleta    | Modalidade       | exercícios de solo | cavalo de arções | balanço de argolas | salto sobre a mesa | barras paralelas | barra fixa   | Total        | Colocação    | exercícios de solo | cavalo de arções | balanço de argolas | salto sobre a mesa | barras paralelas | barra fixa  | Total       | Colocação | Referência(s) |
| --------- | ---------------- | ------------------ | ---------------- | ------------------ | ------------------ | ---------------- | ------------ | ------------ | ------------ | ------------------ | ---------------- | ------------------ | ------------------ | ---------------- | ----------- | ----------- | --------- | ------------- |
| Gil Pinto | individual geral | 19.000 =68.°       | 17.550 =86.°     | 18.100 86.°        | 18.700 83.°        | 17.800 88.°      | 18.750 =70.° | 109.900      | 84.°         | Não avançou        | Não avançou      | Não avançou        | Não avançou        | Não avançou      | Não avançou | Não avançou | 70.°      | [ 7 ]         |

Aparelhos
| Atleta    | Modalidade         | Qualificação        | Final               | Colocação final | Referência(s) |
| Atleta    | Modalidade         | Resultado Colocação | Resultado Colocação | Colocação final | Referência(s) |
| --------- | ------------------ | ------------------- | ------------------- | --------------- | ------------- |
| Gil Pinto | exercícios de solo | 19.000 =68.°        | Não avançou         | =68.°           | [ 8 ]         |
| Gil Pinto | cavalo de arções   | 17.550 =86.°        | Não avançou         | =86.°           | [ 9 ]         |
| Gil Pinto | balanço de argolas | 18.100 86.°         | Não avançou         | 86.°            | [ 10 ]        |
| Gil Pinto | salto sobre a mesa | 18.700 83.°         | Não avançou         | 83.°            | [ 11 ]        |
| Gil Pinto | barras paralelas   | 17.800 88.°         | Não avançou         | 88.°            | [ 12 ]        |
| Gil Pinto | barra fixa         | 18.750 =70.°        | Não avançou         | =70.°           | [ 13 ]        |

Feminino
Individual
| Atleta        | Modalidade       | Qualificação       | Qualificação       | Qualificação        | Qualificação        | Qualificação | Qualificação | Final              | Final              | Final               | Final               | Final  | Final     | Referência(s) |
| Atleta        | Modalidade       | Aparelho           | Aparelho           | Aparelho            | Aparelho            | Total        | Colocação    | Aparelho           | Aparelho           | Aparelho            | Aparelho            | Total  | Colocação | Referência(s) |
| Atleta        | Modalidade       | exercícios de solo | salto sobre a mesa | barras assimétricas | trave de equilíbrio | Total        | Colocação    | exercícios de solo | salto sobre a mesa | barras assimétricas | trave de equilíbrio | Total  | Colocação | Referência(s) |
| ------------- | ---------------- | ------------------ | ------------------ | ------------------- | ------------------- | ------------ | ------------ | ------------------ | ------------------ | ------------------- | ------------------- | ------ | --------- | ------------- |
| Luísa Parente | individual geral | 19.050 =57.°       | 19.075 =55.°       | 19.325 =44.°        | 19.200 =34.°        | 76.650       | 51.° Q       | 8.850 36.°         | 9.700 =26.°        | 9.700 =28.°         | 9.175 =31.°         | 75.750 | 35.°      | [ 14 ]        |

Aparelhos
| Atleta        | Modalidade          | Qualificação        | Final               | Colocação final | Referência(s) |
| Atleta        | Modalidade          | Resultado Colocação | Resultado Colocação | Colocação final | Referência(s) |
| ------------- | ------------------- | ------------------- | ------------------- | --------------- | ------------- |
| Luísa Parente | exercícios de solo  | 19.050 =57.°        | Não avançou         | =57.°           | [ 15 ]        |
| Luísa Parente | salto sobre a mesa  | 19.075 =55.°        | Não avançou         | =55.°           | [ 16 ]        |
| Luísa Parente | barras assimétricas | 19.325 =44.°        | Não avançou         | =44.°           | [ 17 ]        |
| Luísa Parente | trave de equilíbrio | 19.200 =34.°        | Não avançou         | =34.°           | [ 18 ]        |

## Nado sincronizado
Feminino
| Aleta                   | Modalidade | Preliminar     | Preliminar           | Preliminar      | Preliminar  | Final       | Final       | Final           | Final           | Referência(s) |
| Aleta                   | Modalidade | Figura técnica | Rotina musical livre | Resultado total | Colocação   | Técnica     | Livre       | Resultado total | Colocação final | Referência(s) |
| ----------------------- | ---------- | -------------- | -------------------- | --------------- | ----------- | ----------- | ----------- | --------------- | --------------- | ------------- |
| Paula Carvalho          | solo       | 82.517 30.°    | 83.800 12.°          | 166.317 15.°    | 15.°        | Não avançou | Não avançou | Não avançou     | 15.°            | [ 19 ]        |
| Érika McDavid           | solo       | 84.733 =21.°   | Não avançou          | Não avançou     | Não avançou | Não avançou | Não avançou | Não avançou     | 21.°            | [ 19 ]        |
| Eva Riera               | solo       | 82.117 31.°    | Não avançou          | Não avançou     | Não avançou | Não avançou | Não avançou | Não avançou     | 22.°            | [ 19 ]        |
| Érika McDavid Eva Riera | dueto      | 83.425 10.°    | 87.60 12.°           | 171.025 12.°    | 12.°        | Não avançou | Não avançou | Não avançou     | 12.°            | [ 20 ]        |

## Atletismo
Masculino
Eventos de pista e de estrada
| Atleta                    | Modalidade            | Eliminatória | Eliminatória | Quartas de final | Quartas de final | Semifinal   | Semifinal   | Final       | Final     | Referência(s) |
| Atleta                    | Modalidade            | Resultado    | Colocação    | Resultado        | Colocação        | Resultado   | Colocação   | Resultado   | Colocação | Referência(s) |
| ------------------------- | --------------------- | ------------ | ------------ | ---------------- | ---------------- | ----------- | ----------- | ----------- | --------- | ------------- |
| Arnaldo Oliveira          | 100 m                 | 10.44        | 2.° Q        | 10.25            | 2.° Q            | 10.32       | 5.°         | Não avançou | 9.°       | [ 21 ]        |
| Jailto Bonfim             | 100 m                 | 10.75        | 5.°          | Não avançou      | Não avançou      | Não avançou | Não avançou | Não avançou | 62.°      | [ 21 ]        |
| Robson Caetano            | 100 m                 | 10.37        | 1.° Q        | 10.24            | 2.° Q            | 10.24       | 3.° Q       | 10.11       | 5.°       | [ 21 ]        |
| Robson Caetano            | 200 m                 | 21.12        | 1.° Q        | 20.41            | 1.° Q            | 20.28       | 2.° Q       | 20.04       | 3.°       | [ 22 ]        |
| Gérson Andrade de Souza   | 400 m                 | 45.90        | 1.° Q        | 45.35            | 3.° Q            | 45.27       | 7.°         | Não avançou | 13.°      | [ 23 ]        |
| Sérgio de Menezes         | 400 m                 | DNF          | 7.°          | Não avançou      | Não avançou      | Não avançou | Não avançou | Não avançou | 74.°      | [ 23 ]        |
| Joaquim Cruz              | 800 m                 | 1:47.16      | 1.° Q        | 1:46.10          | 1.° Q            | 1:44.75     | 2.° Q       | 1:43.90     | 2.°       | [ 24 ]        |
| Joaquim Cruz              | 1500 m                | 3:40.92      | 7.° Q        | _                | _                | DNS         | 13.°        | Não avançou | 29.°      | [ 25 ]        |
| Zequinha Barbosa          | 800 m                 | 1:46.32      | 2.° Q        | 1:46.20          | 3.° Q            | 1:44.99     | 3.° Q       | 1:46.39     | 6.°       | [ 26 ]        |
| Zequinha Barbosa          | 1500 m                | 3:44.46      | 8.°          | _                | _                | Não avançou | Não avançou | Não avançou | 31.°      | [ 27 ]        |
| Agberto Guimarães         | 800 m                 | 1:48.49      | 5.°          | Não avançou      | Não avançou      | Não avançou | Não avançou | Não avançou | 44.°      | [ 28 ]        |
| Diamantino dos Santos     | maratona              | _            | _            | _                | _                | _           | _           | 2:25:13     | 48.°      | [ 29 ]        |
| Ivo Machado Rodrigues     | maratona              | _            | _            | _                | _                | _           | _           | 2:26:27     | 56.°      | [ 29 ]        |
| Lyndon Campos             | 110 m com barreiras   | DNS          | 8.°          | Não avançou      | Não avançou      | Não avançou | Não avançou | Não avançou | 42.°      | [ 30 ]        |
| Adauto Donizete Domingues | 3000 m com obstáculos | 8:32.77      | 5.° Q        | _                | _                | 8:35.05     | 11.°        | Não avançou | 21.°      | [ 31 ]        |
| Marcelo Palma             | marcha atlética 20 km | _            | _            | _                | _                | _           | _           | 1:31:42     | 45.°      | [ 32 ]        |

Eventos de campo
| Atleta                       | Modalidade   | Qualificação | Qualificação | Final       | Final     | Referência(s) |
| Atleta                       | Modalidade   | Resultado    | Colocação    | Resultado   | Colocação | Referência(s) |
| ---------------------------- | ------------ | ------------ | ------------ | ----------- | --------- | ------------- |
| Jorge Luiz Teixeira da Silva | salto triplo | 15.95        | 14.°         | Não avançou | 22.°      | [ 33 ]        |
| Abcélvio Rodrigues           | salto triplo | 15.13        | 18.°         | Não avançou | 35.°      | [ 33 ]        |

Feminino
Eventos de pista e de estrada
| Atleta | Modalidade | Eliminatória | Eliminatória | Quartas de final | Quartas de final | Semifinal   | Semifinal   | Final       | Final     | Referência(s) |
| Atleta | Modalidade | Resultado    | Colocação    | Resultado        | Colocação        | Resultado   | Colocação   | Resultado   | Colocação | Referência(s) |
| --- | ---------- | ------------ | ------------ | ---------------- | ---------------- | ----------- | ----------- | ----------- | --------- | ------------- |
| Maria Magnólia Figueiredo                                                                                  | 200 m      | 23.71        | 2.° Q        | 23.67            | 6.°              | Não avançou | Não avançou | Não avançou | 24.°      | [ 34 ]        |
| Maria Magnólia Figueiredo                                                                                  | 400 m      | 51.74        | 1.° Q        | 51.32            | 5.°              | Não avançou | Não avançou | Não avançou | 17.°      | [ 35 ]        |
| Soraya Vieira Telles                                                                                       | 800 m      | 2:02.48      | 3.° Q        | _                | _                | 2:01.86     | 6.°         | Não avançou | 11.°      | [ 36 ]        |
| Angélica de Almeida                                                                                        | maratona   | _            | _            | _                | _                | _           | _           | 2:43:40     | 44.°      | [ 37 ]        |
| Maria Magnólia Figueiredo Soraya Vieira Telles Suzete Montalvão Tânia Miranda Conceição Geremias (reserva) | 4×400 m    | 3:36.81      | 4.°          | _                | _                | _           | _           | Não avançou | 9.°       | [ 38 ]        |

Eventos combinados
| Atleta             | Modalidade | 100 m com barreiras | salto em altura     | arremesso de peso   | 200 m               | salto em distância  | lançamento de dardo | 800 m               | Final                      | Referência(s) |
| Atleta             | Modalidade | Resultado Colocação | Resultado Colocação | Resultado Colocação | Resultado Colocação | Resultado Colocação | Resultado Colocação | Resultado Colocação | Pontos Resultado Colocação | Referência(s) |
| ------------------ | ---------- | ------------------- | ------------------- | ------------------- | ------------------- | ------------------- | ------------------- | ------------------- | -------------------------- | ------------- |
| Conceição Geremias | heptatlo   | 14.23 22.°          | 1.71 =23.°          | 12.95 12.°          | 25.50 21.°          | 5.50 22.°           | 39.64 14.°          | 2:24.02 22.°        | 5508.00 22.°               | [ 39 ]        |

## Basquetebol
Masculino
Primeira fase
Grupo B
| V |  | Brasil | 125–109 | Canadá |  |  |  |

| V |  | Brasil | 130–108 | China |  |  |  |

| D |  | Estados Unidos | 102–87 | Brasil |  |  |  |

| V |  | Brasil | 138–85 | Egito |  |  |  |

| D |  | Espanha | 118–110 | Brasil |  |  |  |

Colocação no grupo: 3.°
Tabela - Grupo B
| Equipe         | Jogos | Vitórias | Derrotas | Pontos pró | Pontos contra | Saldo de pontos | Pontuação |
| -------------- | ----- | -------- | -------- | ---------- | ------------- | --------------- | --------- |
| Estados Unidos | 5     | 5        | 0        | 485        | 302           | +183            | 10        |
| Espanha        | 5     | 4        | 1        | 484        | 435           | +49             | 8         |
| Brasil         | 5     | 3        | 2        | 590        | 522           | +68             | 6         |
| Canadá         | 5     | 2        | 3        | 479        | 455           | +24             | 4         |
| China          | 5     | 1        | 4        | 433        | 527           | -94             | 2         |
| Egito          | 5     | 0        | 5        | 338        | 568           | -226            | 0         |

|  | Classificados para as semifinais |
|  | Disputa de 5.° a 8.°             |
|  | Disputa de 9.° a 12.°            |

Torneio de 5.° a 8.°
| V |  | Brasil | 104–86 | Porto Rico |  |  |  |

Disputa do 5.° lugar
| V |  | Brasil | 106–90 | Canadá |  |  |  |

Colocação final: 5.°
Equipe:
Cadum Guimarães
Gérson Victalino
Israel Andrade
João Pipoka
Jorge Guerrinha
Luiz Felipe Faria de Azevedo
Marcel de Souza
Maury de Souza
Oscar Schmidt
Paulinho Villas Boas
Paulo César Giant da Silva
Rolando Ferreira Junior

Referência(s): 

## Boxe
Masculino
| Atleta                         | Modalidade         | 1ª Rodada                     | 2ª Rodada                | 3ª Rodada            | Quartas de final     | Semifinal            | Final                | Colocação final | Referência(s) |
| Atleta                         | Modalidade         | Adversário Resultado          | Adversário Resultado     | Adversário Resultado | Adversário Resultado | Adversário Resultado | Adversário Resultado | Colocação final | Referência(s) |
| ------------------------------ | ------------------ | ----------------------------- | ------------------------ | -------------------- | -------------------- | -------------------- | -------------------- | --------------- | ------------- |
| Joílson Santana                | peso galo          | LAO Phetsmone Sonnavanh V 5–0 | ALG Slimane Zengli D 0–5 | Não avançou          | Não avançou          | Não avançou          | Não avançou          | =17.°           | [ 41 ]        |
| Wanderley Demétrio de Oliveira | peso meio-médio    | ZAM Dimus Chisala D RSC-2     | Não avançou              | Não avançou          | Não avançou          | Não avançou          | Não avançou          | =33.°           | [ 42 ]        |
| Peter Silva                    | peso médio-ligeiro | SWZ Charles Mahlalela V 5–0   | PUR Rey Rivera D KO-1    | Não avançou          | Não avançou          | Não avançou          | Não avançou          | =9.°            | [ 43 ]        |

## Ciclismo
Masculino
Estrada
Velocidade
| Atleta                                                                      | Modalidade          | Resultado  | Colocação | Referência(s) |
| --------------------------------------------------------------------------- | ------------------- | ---------- | --------- | ------------- |
| Cássio Freitas                                                              | 196.8 km individual | 4:32:56    | 20.°      | [ 44 ]        |
| Wanderley Magalhães Azevedo                                                 | 196.8 km individual | 4:32:56    | 63.°      | [ 44 ]        |
| Marcos Mazzaron                                                             | 196.8 km individual | 4:32:56    | 66.°      | [ 44 ]        |
| Cássio Freitas César Daneliczen Marcos Mazzaron Wanderley Magalhães Azevedo | 100 km equipe       | 2:07:11.70 | 18.°      | [ 45 ]        |

Pista
Contrarrelógio
| Atleta          | Modalidade        | Resultado | Colocação | Referência(s) |
| --------------- | ----------------- | --------- | --------- | ------------- |
| Clóvis Anderson | 1000 m individual | 1:06.282  | 10.°      | [ 46 ]        |

Perseguição
| Atleta                                                       | Modalidade        | Qualificação | Qualificação | Quartas de final     | Semifinais           | Final                | Final     | Referência(s) |
| Atleta                                                       | Modalidade        | Tempo        | Colocação    | Adversário Resultado | Adversário Resultado | Adversário Resultado | Colocação | Referência(s) |
| ------------------------------------------------------------ | ----------------- | ------------ | ------------ | -------------------- | -------------------- | -------------------- | --------- | ------------- |
| Antônio Silvestre                                            | 4000 m individual | 5:02.07      | 20.°         | Não avançou          | Não avançou          | Não avançou          | 20.°      | [ 47 ]        |
| Antônio Silvestre Clóvis Anderson Fernando Louro Paulo Jamur | 4000 m equipe     | 4:38.21      | 19           | Não avançou          | Não avançou          | Não avançou          | 19.°      | [ 48 ]        |

Corrida por pontos
| Atleta         | Modalidade               | Semifinal | Semifinal    | Semifinal | Final  | Final        | Final     | Referência(s) |
| Atleta         | Modalidade               | Pontos    | Voltas atrás | Colocação | Pontos | Voltas atrás | Colocação | Referência(s) |
| -------------- | ------------------------ | --------- | ------------ | --------- | ------ | ------------ | --------- | ------------- |
| Fernando Louro | 30 km - 50 km individual | 10        | 1            | 12.° Q    | 0      | 3            | 24.°      | [ 49 ]        |

## Saltos ornamentais
Feminino
| Atleta                  | Modalidade    | Preliminar | Preliminar | Final       | Final       | Final       | Final           | Referência(s) |
| Atleta                  | Modalidade    | Resultado  | Colocação  | Resultado   | Colocação   | Total       | Colocação final | Referência(s) |
| ----------------------- | ------------- | ---------- | ---------- | ----------- | ----------- | ----------- | --------------- | ------------- |
| Ângela Mendonça Ribeiro | trampolim 3 m | 396.51     | 19.°       | Não avançou | Não avançou | Não avançou | 19.°            | [ 50 ]        |

## Hipismo
Aberto
Concurso de saltos
| Atleta                                                                               | Cavalo                            | Modalidade        | Classificatória       | Classificatória       | Classificatória       | Final                 | Final                 | Final                 | Colocação final | Referência(s) |
| Atleta                                                                               | Cavalo                            | Modalidade        | Rodada 1              | Rodada 2              | Total                 | Rodada 1              | Rodada 2              | Total                 | Colocação final | Referência(s) |
| Atleta                                                                               | Cavalo                            | Modalidade        | Penalidades Colocação | Penalidades Colocação | Penalidades Colocação | Penalidades Colocação | Penalidades Colocação | Penalidades Colocação | Colocação final | Referência(s) |
| ------------------------------------------------------------------------------------ | --------------------------------- | ----------------- | --------------------- | --------------------- | --------------------- | --------------------- | --------------------- | --------------------- | --------------- | ------------- |
| Vítor Alves Teixeira                                                                 | Going                             | saltos individual | 46.00 29.°            | 67.50 =7.°            | 113.50 16.° Q         | 8.75 24.°             | Não avançou           | Não avançou           | 24.°            | [ 51 ]        |
| André Johannpeter                                                                    | Heartbreaker                      | saltos individual | 29.00 46.°            | 39.00 36.°            | 68.00 38.° Q          | 9.50 25.°             | Não avançou           | Não avançou           | 25.°            | [ 51 ]        |
| Paulo de Barros Stewart                                                              | Platon                            | saltos individual | 27.50 47.°            | DNF                   | NM                    | 66.°                  | Não avançou           | Não avançou           | 66.°            | [ 51 ]        |
| Christina Johannpeter                                                                | Societé                           | saltos individual | 6.00 67.°             | DNF                   | NM                    | 72.°                  | Não avançou           | Não avançou           | 72.°            | [ 51 ]        |
| André Johannpeter Christina Johannpeter Paulo de Barros Stewart Vítor Alves Teixeira | Heartbreaker Societé Platon Going | saltos equipe     | _                     | _                     | _                     | 40.00 10.°            | 35.00 9.°             | 75.00 =8.°            | =8              | [ 52 ]        |

## Esgrima
Masculino
| Atleta                                                        | Modalidade        | Rodada 1                                                  | Rodada 1  | Rodada 2    | Rodada 2    | Quartas de final | Quartas de final | Semifinal   | Semifinal   | Final       | Final     | Referência(s) |
| Atleta                                                        | Modalidade        | Resultado                                                 | Colocação | Resultado   | Colocação   | Resultado        | Colocação        | Resultado   | Colocação   | Resultado   | Colocação | Referência(s) |
| ------------------------------------------------------------- | ----------------- | --------------------------------------------------------- | --------- | ----------- | ----------- | ---------------- | ---------------- | ----------- | ----------- | ----------- | --------- | ------------- |
| Antônio Machado                                               | florete           | 2v-3d                                                     | 5.°       | Não avançou | Não avançou | Não avançou      | Não avançou      | Não avançou | Não avançou | Não avançou | 51.°      | [ 53 ]        |
| Roberto Lazzarini                                             | florete           | 1v-4d                                                     | 5.°       | Não avançou | Não avançou | Não avançou      | Não avançou      | Não avançou | Não avançou | Não avançou | 54.°      | [ 53 ]        |
| Douglas Fonseca                                               | florete           | 0v-4d                                                     | 5.°       | Não avançou | Não avançou | Não avançou      | Não avançou      | Não avançou | Não avançou | Não avançou | 59.°      | [ 53 ]        |
| Antônio Machado                                               | espada            | 2v-2d                                                     | 3.° Q     | NA          | NA          | 2v-2d            | 3.° Q            | 2v-3d       | 2.°         | Não avançou | 31.°      | [ 54 ]        |
| Douglas Fonseca                                               | espada            | 3v-2d                                                     | 3.° Q     | NA          | NA          | 3v-1d            | 4.° Q            | 2v-3d       | 5.°         | Não avançou | 35.°      | [ 54 ]        |
| Roberto Lazzarini                                             | espada            | 4v-2d                                                     | 3.° Q     | 3v-1d       | 2.° Q       | 1v-3d            | 4.° Q            | 1v-4d       | 6.°         | Não avançou | 42.°      | [ 54 ]        |
| Régis Avila                                                   | sabre             | 0v-6d                                                     | 7.°       | Não avançou | Não avançou | Não avançou      | Não avançou      | Não avançou | Não avançou | Não avançou | 40.°      | [ 55 ]        |
| Antônio Machado Douglas Fonseca Régis Avila Roberto Lazzarini | espada por equipe | Alemanha Ocidental (FRG) D 3–9 Estados Unidos (USA) D 1–9 | 3.°       | Não avançou | Não avançou | Não avançou      | Não avançou      | Não avançou | Não avançou | Não avançou | 15.°      | [ 56 ]        |

## Futebol
Masculino
Primeira fase
Grupo D
| V |  | Brasil | 4–0 | Nigéria |  |  |  |

| V |  | Brasil | 3–0 | Austrália |  |  |  |

| V |  | Brasil | 2–1 | Iugoslávia |  |  |  |

Colocação no grupo: 1.° Q
Tabela - Grupo D
| Equipe     | Jogos | Vitórias | Empates | Derrotas | Gols pró | Gols contra | Saldo de gols | Pontos |
| ---------- | ----- | -------- | ------- | -------- | -------- | ----------- | ------------- | ------ |
| Brasil     | 3     | 3        | 0       | 0        | 9        | 1           | +8            | 6      |
| Austrália  | 3     | 2        | 0       | 1        | 2        | 3           | -1            | 4      |
| Iugoslávia | 3     | 1        | 0       | 2        | 4        | 4           | 0             | 2      |
| Nigéria    | 3     | 0        | 0       | 3        | 1        | 8           | -7            | 0      |

|  | Classificados para as quartas de final |

Quartas de final
| V |  | Brasil | 1–0 | Argentina |  |  |  |

Semifinal
| V |  | Brasil | 1–1 | Alemanha Ocidental | ET>0-0•PS>3-2 |  |  |

Final
| D |  | França | 2–0 | Brasil |  |  |  |

Colocação final: 2.°
Equipe:
Ademir Roque
Aloísio Pires
André Cruz
Bebeto Gama
Cláudio Taffarel
Edmar Bernardes
Geovani Silva
Hamilton Careca
Iomar Mazinho
João Batista Viana
João Paulo Donizetti
Jorge Andrade
Jorginho Amorim
José Ferreira Neto
Luís Carlos Winck
Milton Souza
Nelsinho Kerchner
Ricardo Gomes
Romário Faria
Valdo Cândido
Zé Carlos da Costa

Referência(s): 

## Judô
Masculino
| Atleta                    | Modalidade       | Chave | Rodada 1                         | Rodada 2                         | Rodada 3             | Quartas de final                | Semifinal                          | Final de chave        | Repescagem                         | Disputa de 3.°       | Final                   | Colocação final | Referência(s) |
| Atleta                    | Modalidade       | Chave | Adversário Resultado             | Adversário Resultado             | Adversário Resultado | Adversário Resultado            | Adversário Resultado               | Adversário Resultado  | Adversário Resultado               | Adversário Resultado | Adversário Resultado    | Colocação final | Referência(s) |
| ------------------------- | ---------------- | ----- | -------------------------------- | -------------------------------- | -------------------- | ------------------------------- | ---------------------------------- | --------------------- | ---------------------------------- | -------------------- | ----------------------- | --------------- | ------------- |
| Sérgio Pessoa             | peso ligeiro     | A     | Bye                              | MON Gilles Pages V Ippon         | _                    | KOR Kim Jae-Yup D Yusei-gachi   | _                                  | _                     | URS Amiran T'ot'ik'ashvili D Ippon | Não avançou          | Não avançou             | =9.°            | [ 58 ]        |
| Ricardo Sampaio Cardoso   | peso meio-leve   | B     | Bye                              | TCH Pavel Petřikov D Koka        | Não avançou          | Não avançou                     | Não avançou                        | Não avançou           | Não avançou                        | Não avançou          | Não avançou             | =20.°           | [ 59 ]        |
| Luiz Onmura               | peso leve        | A     | Bye                              | POL Wiesław Błach V Yuko         | _                    | GBR Kerrith Brown D Shido       | Não avançou                        | Não avançou           | Não avançou                        | Não avançou          | Não avançou             | =13.°           | [ 60 ]        |
| Ezequiel Dutra Paraguassu | peso meio-médio  | A     | GDR Torsten Bréchôt D Ippon      | Não avançou                      | Não avançou          | Não avançou                     | Não avançou                        | Não avançou           | Não avançou                        | Não avançou          | Não avançou             | =34.°           | [ 61 ]        |
| Walter Carmona            | peso médio       | B     | Bye                              | NGR West Iqiebor V Hansoku-goshi | _                    | JPN Akinobu Osako D Yusei-gachi | Não avançou                        | Não avançou           | Não avançou                        | Não avançou          | Não avançou             | =13.°           | [ 62 ]        |
| Aurélio Miguel            | peso meio-pesado | B     | GBR Dennis Stewart V Yusei-gachi | _                                | _                    | ISL Bjarni Friðriksson V Yuko   | ITA Juri Fazi V Chui               | TCH Jiří Sosna V Chui | _                                  | _                    | FRG Marc Meiling V Chui | 1.°             | [ 63 ]        |
| Frederico Flexa           | peso pesado      | B     | MAR Abderrahim Lahcinia V Ippon  | _                                | _                    | GBR Elvis Gordon V Ippon        | URS Grigory Verichev D Yusei-gachi | Não avançou           | Não avançou                        | Não avançou          | Não avançou             | =11.°           | [ 64 ]        |

Feminino - Demonstração
| Atleta           | Modalidade       | Chave | Rodada 1                     | Rodada 2             | Rodada 3             | Quartas de final     | Semifinal               | Final de chave       | Repescagem                | Disputa de 3.°       | Final                | Colocação final | Referência(s) |
| Atleta           | Modalidade       | Chave | Adversário Resultado         | Adversário Resultado | Adversário Resultado | Adversário Resultado | Adversário Resultado    | Adversário Resultado | Adversário Resultado      | Adversário Resultado | Adversário Resultado | Colocação final | Referência(s) |
| ---------------- | ---------------- | ----- | ---------------------------- | -------------------- | -------------------- | -------------------- | ----------------------- | -------------------- | ------------------------- | -------------------- | -------------------- | --------------- | ------------- |
| Mônica Angelucci | peso ligeiro     | A     | NED Jessica Gal V Koka       | _                    | _                    | _                    | CHN Li Zhongyun D Ippon | _                    | AUS Julie Reardon D Ippon | Não avançou          | Não avançou          | 5.°             | [ 65 ]        |
| Soraia André     | peso meio-pesado | A     | BEL Ingrid Berghmans D Ippon | _                    | _                    | _                    | _                       | _                    | JPN Yoko Tanabe D Yuko    | Não avançou          | Não avançou          | =5.°            | [ 66 ]        |

## Remo
Masculino
| Atleta                                                                 | Modalidade      | Eliminatórias | Eliminatórias | Repescagem | Repescagem | Semifinal   | Semifinal   | Final       | Final       | Colocação final | Referência(s) |
| Atleta                                                                 | Modalidade      | Resultado     | Colocação     | Resultado  | Colocação  | Resultado   | Colocação   | Resultado   | Colocação   | Colocação final | Referência(s) |
| ---------------------------------------------------------------------- | --------------- | ------------- | ------------- | ---------- | ---------- | ----------- | ----------- | ----------- | ----------- | --------------- | ------------- |
| Denis Marinho                                                          | esquife simples | 7:48.33       | 5.° R         | 7:22.84    | 3.°        | Não avançou | Não avançou | Não avançou | Não avançou | 15.°            | [ 67 ]        |
| Ronaldo de Carvalho Ricardo de Carvalho                                | dois sem        | 6:45.20       | 5.° R         | 7:01.00    | 3.° Q      | 6:54.89     | 6.° FB      | 7:28.30     | 4.° FB      | 10.°            | [ 68 ]        |
| Ângelo Roso Neto Flávio de Melo Nilton Alonço (timoneiro)              | dois com        | 7:27.68       | 5.° R         | 7:21.31    | 4.°        | Não avançou | Não avançou | Não avançou | Não avançou | 13.°            | [ 69 ]        |
| Fernando Fantoni Marcos Arantes Oswaldo Kuster Neto Waldemar Trombetta | quatro sem      | 6:29.61       | 6.° R         | 6:30.85    | 5.°        | _           | _           | _           | _           | 14.°            | [ 70 ]        |

## Vela
Masculino
| Atleta                          | Modalidade | Regatas             | Regatas             | Regatas             | Regatas             | Regatas             | Regatas             | Regatas               | Colocação final     | Referência(s) |
| Atleta                          | Modalidade | 1                   | 2                   | 3                   | 4                   | 5                   | 6                   | 7 (regata da medalha) | Colocação final     | Referência(s) |
| Atleta                          | Modalidade | Pontuação Colocação | Pontuação Colocação | Pontuação Colocação | Pontuação Colocação | Pontuação Colocação | Pontuação Colocação | Pontuação Colocação   | Pontuação Colocação | Referência(s) |
| ------------------------------- | ---------- | ------------------- | ------------------- | ------------------- | ------------------- | ------------------- | ------------------- | --------------------- | ------------------- | ------------- |
| Bernardo Arndt Carlos Wanderley | classe 470 | 13.00 7.°           | 15.00 9.°           | 36.00 DQ 29.°       | 25.00 19.°          | 11.70 6.°           | 19.00 13.°          | 0.00 1.°              | 119.70/83.70 10.°   | [ 71 ]        |

Feminino
| Atleta                         | Modalidade | Regatas             | Regatas             | Regatas             | Regatas             | Regatas             | Regatas             | Regatas               | Colocação final     | Referência(s) |
| Atleta                         | Modalidade | 1                   | 2                   | 3                   | 4                   | 5                   | 6                   | 7 (regata da medalha) | Colocação final     | Referência(s) |
| Atleta                         | Modalidade | Pontuação Colocação | Pontuação Colocação | Pontuação Colocação | Pontuação Colocação | Pontuação Colocação | Pontuação Colocação | Pontuação Colocação   | Pontuação Colocação | Referência(s) |
| ------------------------------ | ---------- | ------------------- | ------------------- | ------------------- | ------------------- | ------------------- | ------------------- | --------------------- | ------------------- | ------------- |
| Cinthia Knoth Márcia Pellicano | classe 470 | 18.00 12.°          | 28.00 DNF =18.°     | 22.00 16.°          | 20.00 14.°          | 28.00 DNF =15.°     | 18.00 12.°          | 18.00 12.°            | 152.00/124.00 16.°  | [ 72 ]        |

Aberto
| Atleta                                                           | Modalidade             | Regatas             | Regatas             | Regatas             | Regatas             | Regatas             | Regatas             | Regatas               | Colocação final     | Referência(s) |
| Atleta                                                           | Modalidade             | 1                   | 2                   | 3                   | 4                   | 5                   | 6                   | 7 (regata da medalha) | Colocação final     | Referência(s) |
| Atleta                                                           | Modalidade             | Pontuação Colocação | Pontuação Colocação | Pontuação Colocação | Pontuação Colocação | Pontuação Colocação | Pontuação Colocação | Pontuação Colocação   | Pontuação Colocação | Referência(s) |
| ---------------------------------------------------------------- | ---------------------- | ------------------- | ------------------- | ------------------- | ------------------- | ------------------- | ------------------- | --------------------- | ------------------- | ------------- |
| George Mulin Rebello                                             | classe windsurf        | 19.00 13.°          | 29.00 23.°          | 29.00 23.°          | 15.00 9.°           | 19.00 13.°          | 19.00 13.°          | 23.00 17.°            | 153.00/124.00 16.°  | [ 73 ]        |
| Jorge Zarif Neto                                                 | classe finn            | 25.00 19.°          | 23.00 17.°          | 24.00 18.°          | 22.00 16.°          | 21.00 YMP 24.°      | 17.00 11.°          | 19.00 13.°            | 151.00/126.00 19.°  | [ 74 ]        |
| Nelson Falcão Torben Grael                                       | classe star            | 0.00 1.°            | 13.00 7.°           | 3.00 2.°            | 17.00 11.°          | 3.00 2.°            | 28.00 DNF 19.°      | 14.00 8.°             | 78.00/50.00 3.°     | [ 75 ]        |
| Clinio Freitas Lars Grael                                        | classe tornado         | 14.00 8.°           | 0.00 1.°            | 11.70 6.°           | 5.70 3.°            | 5.70 3.°            | 14.00 8.°           | 3.00 2.°              | 54.10/40.10 3.°     | [ 76 ]        |
| Christoph Bergman Daniel Adler José Augusto Dias José Paulo Dias | classe soling          | 5.70 3.°            | 11.70 6.°           | 27.00 DQ 20.°       | 10.00 5.°           | 17.00 11.°          | 15.00 9.°           | 8.00 4.°              | 94.40/67.40 5.°     | [ 77 ]        |
| Alan Adler Marcos Temke                                          | classe flying dutchman | 8.00 4.°            | 5.70 3.°            | 11.70 6.°           | 19.00 13.°          | 29.00 DQ 21.°       | 15.00 9.°           | 17.00 11.°            | 105.40/76.40 7.°    | [ 78 ]        |

## Tiro esportivo
Masculino
| Atleta                | Modalidade          | Resultado | Colocação | Referência(s) |
| --------------------- | ------------------- | --------- | --------- | ------------- |
| Delival Fonseca Nobre | pistola rápida 25 m | 586.00    | =24.°     | [ 79 ]        |

Feminino
| Atleta                       | Modalidade         | Resultado | Colocação | Referência(s) |
| ---------------------------- | ------------------ | --------- | --------- | ------------- |
| Maria Nelly Padilha Amaral   | pistola de ar 10 m | 369.00    | 31.°      | [ 80 ]        |
| Maria Nelly Padilha Amaral   | pistola livre 25 m | 579.00    | =22.°     | [ 81 ]        |
| Tânia Mara Fassoni-Giansante | pistola de ar 10 m | 372.00    | =27.°     | [ 82 ]        |
| Tânia Mara Fassoni-Giansante | pistola livre 25 m | 569.00    | =32.°     | [ 83 ]        |

Aberto
| Atleta         | Modalidade     | Resultado | Colocação | Referência(s) |
| -------------- | -------------- | --------- | --------- | ------------- |
| Rodrigo Bastos | fossa Olímpica | 137.00    | =40.°     | [ 84 ]        |

## Natação
Masculino
| Atleta                                                                     | Modalidade      | Eliminatória | Eliminatória | Semifinal   | Semifinal   | Final       | Final     | Referência(s) |
| Atleta                                                                     | Modalidade      | Resultado    | Colocação    | Resultado   | Colocação   | Resultado   | Colocação | Referência(s) |
| -------------------------------------------------------------------------- | --------------- | ------------ | ------------ | ----------- | ----------- | ----------- | --------- | ------------- |
| José Geraldo Moreira                                                       | 50 m livre      | 24.26        | 8.°          | Não avançou | Não avançou | Não avançou | =33.°     | [ 85 ]        |
| Jorge Fernandes                                                            | 50 m livre      | 24.40        | 4.°          | Não avançou | Não avançou | Não avançou | 37.°      | [ 85 ]        |
| Jorge Fernandes                                                            | 100 m livre     | 52.23        | 2.°          | Não avançou | Não avançou | Não avançou | 33.°      | [ 86 ]        |
| Emmanuel Fortes Nascimento                                                 | 100 m livre     | 52.41        | 5.°          | Não avançou | Não avançou | Não avançou | 37.°      | [ 86 ]        |
| Emmanuel Fortes Nascimento                                                 | 200 m borboleta | 2:09.40      | 1.°          | Não avançou | Não avançou | Não avançou | 36.°      | [ 87 ]        |
| Cristiano Michelena                                                        | 200 m livre     | 1:52.34      | 7.°          | Não avançou | Não avançou | Não avançou | 23.°      | [ 88 ]        |
| Cristiano Michelena                                                        | 400 m livre     | 3:57.79      | 7.°          | Não avançou | Não avançou | Não avançou | 23.°      | [ 89 ]        |
| Cristiano Michelena                                                        | 1500 m livre    | 15:50.50     | 3.°          | Não avançou | Não avançou | Não avançou | 26.°      | [ 90 ]        |
| Júlio López                                                                | 200 m livre     | 1:53.16      | 5.°          | Não avançou | Não avançou | Não avançou | 30.°      | [ 91 ]        |
| Júlio López                                                                | 200 m medley    | 2:09.62      | 1.°          | Não avançou | Não avançou | Não avançou | 26.°      | [ 92 ]        |
| David Castro                                                               | 400 m livre     | 4:02.48      | 2.°          | Não avançou | Não avançou | Não avançou | 33.°      | [ 93 ]        |
| David Castro                                                               | 1500 m livre    | 15:57.89     | 8.°          | Não avançou | Não avançou | Não avançou | 32.°      | [ 94 ]        |
| Rogério Romero                                                             | 100 m costas    | 57.91        | 6.°          | Não avançou | Não avançou | Não avançou | 20.°      | [ 95 ]        |
| Rogério Romero                                                             | 200 m costas    | 2:02.26      | 2.° Q        | _           | _           | 2:02.28     | 8.°       | [ 96 ]        |
| Wladimir Ribeiro                                                           | 100 m costas    | 59.76        | 8.°          | Não avançou | Não avançou | Não avançou | 38.°      | [ 97 ]        |
| Wladimir Ribeiro                                                           | 200 m costas    | 2:11.48      | 4.°          | Não avançou | Não avançou | Não avançou | 33.°      | [ 98 ]        |
| Wladimir Ribeiro                                                           | 100 m borboleta | 57.25        | 2.°          | Não avançou | Não avançou | Não avançou | 32.°      | [ 99 ]        |
| Cícero Tortelli                                                            | 100 m peito     | 1:05.50      | 7.°          | Não avançou | Não avançou | Não avançou | 37.°      | [ 100 ]       |
| Cícero Tortelli                                                            | 200 m peito     | 2:28.82      | 5.°          | Não avançou | Não avançou | Não avançou | 44.°      | [ 101 ]       |
| Eduardo de Poli                                                            | 100 m borboleta | 56.37        | 4.°          | Não avançou | Não avançou | Não avançou | 26.°      | [ 102 ]       |
| Eduardo de Poli                                                            | 200 m borboleta | 2:06.15      | 8.°          | Não avançou | Não avançou | Não avançou | 34.°      | [ 103 ]       |
| Renato Ramalho                                                             | 200 m medley    | 2:10.32      | 6.°          | Não avançou | Não avançou | Não avançou | 29.°      | [ 104 ]       |
| Renato Ramalho                                                             | 400 m medley    | 4:31.95      | 4.°          | Não avançou | Não avançou | Não avançou | 24.°      | [ 105 ]       |
| Cristiano Michelena Emmanuel Fortes Nascimento Jorge Fernandes Júlio López | 4×100 m livre   | 3:28.17      | 4.°          | Não avançou | Não avançou | Não avançou | 12.°      | [ 106 ]       |
| Cristiano Michelena Emmanuel Fortes Nascimento Jorge Fernandes Júlio López | 4×200 m livre   | 7:32.11      | 5.°          | Não avançou | Não avançou | Não avançou | 10.°      | [ 107 ]       |
| Cícero Tortelli Eduardo de Poli Emmanuel Fortes Nascimento Rogério Romero  | 4×100 m medley  | 3:53.21      | 6.°          | Não avançou | Não avançou | Não avançou | 18.°      | [ 108 ]       |

Feminino
| Atleta                                                         | Modalidade    | Eliminatória | Eliminatória | Semifinal   | Semifinal   | Final       | Final     | Referência(s) |
| Atleta                                                         | Modalidade    | Resultado    | Colocação    | Resultado   | Colocação   | Resultado   | Colocação | Referência(s) |
| -------------------------------------------------------------- | ------------- | ------------ | ------------ | ----------- | ----------- | ----------- | --------- | ------------- |
| Adriana Pereira                                                | 50 m livre    | 26.56        | 2.°          | Não avançou | Não avançou | Não avançou | =17.°     | [ 109 ]       |
| Adriana Pereira                                                | 100 m livre   | 58.53        | 2.°          | Não avançou | Não avançou | Não avançou | 34.°      | [ 110 ]       |
| Mônica Rezende                                                 | 50 m livre    | 27.44        | 1.°          | Não avançou | Não avançou | Não avançou | 31.°      | [ 111 ]       |
| Isabelle Vieira                                                | 100 m livre   | 59.15        | 5.°          | Não avançou | Não avançou | Não avançou | 37.°      | [ 112 ]       |
| Patrícia Amorim                                                | 200 m livre   | 2:04.74      | 2.°          | Não avançou | Não avançou | Não avançou | 25.°      | [ 113 ]       |
| Patrícia Amorim                                                | 400 m livre   | 4:19.64      | 3.°          | Não avançou | Não avançou | Não avançou | 24.°      | [ 114 ]       |
| Patrícia Amorim                                                | 800 m livre   | 8:51.95      | 8.°          | Não avançou | Não avançou | Não avançou | 21.°      | [ 115 ]       |
| Adriana Pereira Isabelle Vieira Mônica Rezende Patrícia Amorim | 4×100 m livre | 3:56.29      | 6.°          | Não avançou | Não avançou | Não avançou | 11.°      | [ 116 ]       |

## Tênis de mesa
Masculino
| Atleta                    | Modalidade | Fase de grupos            | Décimas sextas de final | Oitavas de final     | Quartas de final     | Semifinal            | Final                | Final           | Referência(s) |
| Atleta                    | Modalidade | Colocação                 | Adversário Resultado    | Adversário Resultado | Adversário Resultado | Adversário Resultado | Adversário Resultado | Colocação final | Referência(s) |
| ------------------------- | ---------- | ------------------------- | ----------------------- | -------------------- | -------------------- | -------------------- | -------------------- | --------------- | ------------- |
| Cláudio Kano              | simples    | GF 2V-5D Games: 10-16 6.° | Não avançou             | Não avançou          | Não avançou          | Não avançou          | Não avançou          | =41.°           | [ 117 ]       |
| Carlos Kawai              | simples    | GA 1V-6D Games: 5-18 7.°  | Não avançou             | Não avançou          | Não avançou          | Não avançou          | Não avançou          | =49.°           | [ 117 ]       |
| Carlos Kawai Cláudio Kano | duplas     | GD 2V-5D Games: 8-10 5.°  | Não avançou             | Não avançou          | Não avançou          | Não avançou          | Não avançou          | =17.°           | [ 118 ]       |

## Tênis
Masculino
| Atleta                     | Modalidade | Trigésimas segundas de final                                      | Décimas sextas de final                               | Oitavas de final     | Quartas de final     | Semifinal            | Final                | Final       | Colocação | Referência(s) |
| Atleta                     | Modalidade | Adversário Resultado                                              | Adversário Resultado                                  | Adversário Resultado | Adversário Resultado | Adversário Resultado | Adversário Resultado |             | Colocação | Referência(s) |
| -------------------------- | ---------- | ----------------------------------------------------------------- | ----------------------------------------------------- | -------------------- | -------------------- | -------------------- | -------------------- | ----------- | --------- | ------------- |
| Luiz Mattar                | simples    | AUS Wally Masur D 2-3 (4–6•4–6•6–4• 7–6•4–6)                      | Não avançou                                           | Não avançou          | Não avançou          | Não avançou          | Não avançou          | Não avançou | =33.°     | [ 119 ]       |
| Luiz Mattar Ricardo Acioly | duplas     | JPN Shuzo Matsuoka Toshihisa Tsuchihashi V 3-1 (4–6•6–4• 6–2•6–2) | FRA Guy Forget Henri Leconte D 1-3 (6–4•5–7• 4–6•1–6) | Não avançou          | Não avançou          | Não avançou          | Não avançou          | Não avançou | =9.°      | [ 120 ]       |

Feminino
| Atleta      | Modalidade | Trigésimas segundas de final     | Décimas sextas de final              | Oitavas de final     | Quartas de final     | Semifinal            | Final                | Final       | Colocação | Referência(s) |
| Atleta      | Modalidade | Adversário Resultado             | Adversário Resultado                 | Adversário Resultado | Adversário Resultado | Adversário Resultado | Adversário Resultado |             | Colocação | Referência(s) |
| ----------- | ---------- | -------------------------------- | ------------------------------------ | -------------------- | -------------------- | -------------------- | -------------------- | ----------- | --------- | ------------- |
| Gisele Miró | simples    | CAN Helen Kelesi V 2-0 (7–5•7–5) | BUL Katerina Maleeva D 0-2 (5–7•1–6) | Não avançou          | Não avançou          | Não avançou          | Não avançou          | Não avançou | =17.°     | [ 121 ]       |

## Voleibol
Masculino
Primeira fase
Grupo A
| V |  | Brasil | 3–0 | Itália | (15-7•15-4•17-15) |  |  |

| D |  | Coreia do Sul | 3–2 | Brasil | (19-17•15-8•6-15•11-15•15-12) |  |  |

| V |  | Brasil | 3–1 | Bulgária | (13-15•15-6•15-12•15-12) |  |  |

| V |  | Brasil | 3–1 | Suécia | (15-6•13-15•15-0•15-12) |  |  |

| V |  | Brasil | 3–2 | União Soviética | (12-15•9-15•15-8•15-11•15-6) |  |  |

Colocação no grupo: 2.° Q
Tabela - Grupo A
| Equipe          | Jogos | Vitórias | Derrotas | Sets pró | Sets contra | Saldo de sets | Pontos |
| --------------- | ----- | -------- | -------- | -------- | ----------- | ------------- | ------ |
| União Soviética | 5     | 4        | 1        | 14       | 4           | +10           | 13     |
| Brasil          | 5     | 4        | 1        | 14       | 7           | +7            | 12     |
| Suécia          | 5     | 2        | 3        | 9        | 11          | -2            | 6      |
| Bulgária        | 5     | 2        | 3        | 7        | 9           | -2            | 6      |
| Itália          | 5     | 2        | 3        | 7        | 11          | -4            | 5      |
| Coreia do Sul   | 5     | 1        | 4        | 5        | 14          | -9            | 3      |

|  | Classificados para as semifinais |
|  | Disputa de 5.° a 8.°             |
|  | Disputa de 9.° a 12.°            |

Semifinal
| D |  | Estados Unidos | 3–0 | Brasil | (15-3•15-5•15-11) |  |  |

Decisão do 3.° lugar
| D |  | Argentina | 3–2 | Brasil | (15-10•15-17•15-8•12-15•15-9) |  |  |

Colocação final: 4.°
Equipe:
Amauri Ribeiro
André Felippe Pampa
Carlão Gouveia
Domingos Maracanã
José Montanaro
Léo Pra
Maurício Lima
Paulão Jukoski
Paulo Roese
Renan Dal Zotto
Wágner Bocão
William Carvalho

Referência(s): 
Feminino
Primeira fase
Grupo B
| D |  | Peru | 3–0 | Brasil | (15-11•15-11•15-3) |  |  |

| D |  | Estados Unidos | 3–2 | Brasil | (14-16•15-5•15-13•12-15•15-7) |  |  |

| D |  | China | 3–1 | Brasil | (2-15•15-7•15-12•15-11) |  |  |

Colocação no grupo: 4.°
Tabela - Grupo A
| Equipe         | Jogos | Vitórias | Derrotas | Sets pró | Sets contra | Pontos | Saldo de sets |
| -------------- | ----- | -------- | -------- | -------- | ----------- | ------ | ------------- |
| Peru           | 3     | 3        | 0        | 9        | 4           | 7      | +5            |
| China          | 3     | 2        | 1        | 8        | 4           | 7      | +4            |
| Estados Unidos | 3     | 1        | 2        | 5        | 8           | 3      | -3            |
| Brasil         | 3     | 0        | 3        | 3        | 9           | 1      | -6            |

|  | Classificados para as semifinais |
|  | Disputa de 5.° a 8.°             |

Torneio de 5.° a 8.°
| V |  | Brasil | 3–2 | Coreia do Sul | (15-6•15-17•8-15•15-4•17-15) |  |  |

Disputa do 5.° lugar
| D |  | Alemanha Oriental | 3–1 | Canadá | (15-9•15-4•11-15•15-11) |  |  |

Colocação final: 6.°
Equipe:
Ana Cláudia Ramos
Ana Lúcia Barros
Ana Moser
Ana Richa
Dôra Castanheira
Fernanda Venturini
Kerly Santos
Lica Oliveira
Márcia Fu
Sandra Suruagy
Simone Storm
Vera Mossa

Referência(s): 

## Levantamento de peso
Masculino
| Atleta                        | Modalidade                   | Arranco   | Arranco   | Arremesso | Arremesso | Total  | Colocação final | Referência(s) |
| Atleta                        | Modalidade                   | Resultado | Colocação | Resultado | Colocação | Total  | Colocação final | Referência(s) |
| ----------------------------- | ---------------------------- | --------- | --------- | --------- | --------- | ------ | --------------- | ------------- |
| Edvaldo Santos                | peso leve (até 67,5 kg)      | 120.00    | 17.°      | 140.00    | 17.°      | 260.00 | 17.°            | [ 124 ]       |
| Emilson Dimas da Silva Dantas | peso meio-pesado (até 90 kg) | 135.00    | 19.°      | 165.00    | 21.°      | 300.00 | 21.°            | [ 125 ]       |

## Luta Olímpica
Masculino
Greco-Romana
| Atleta                         | Modalidade                   | Grupo | Rodada 1 Adversário Resultado | Rodada 2 Adversário Resultado   | Rodada 3 Adversário Resultado | Rodada 4 Adversário Resultado | Rodada 5 Adversário Resultado | Rodada 6 Adversário Resultado | Rodada final Adversário Resultado | Colocação | Referência(s) |
| ------------------------------ | ---------------------------- | ----- | ----------------------------- | ------------------------------- | ----------------------------- | ----------------------------- | ----------------------------- | ----------------------------- | --------------------------------- | --------- | ------------- |
| Roberto Leitão das Neves Filho | peso meio-pesado (até 90 kg) | A     | Bye =1.°                      | AUT Franz Pitschmann D 0-14 6.° | EGY Kamal Abdah D 0-17 7.°    | Não avançou                   | Não avançou                   | Não avançou                   | Não avançou                       | 14.°      | [ 126 ]       |
| Floriano Spiess                | peso pesado (até 100 kg)     | B     | HUN Tamás Gáspár D 0-15 =6.°  | KOR Yu Yeong-Yeol D 2-18 =8.°   | Não avançou                   | Não avançou                   | Não avançou                   | Não avançou                   | Não avançou                       | =14.°     | [ 127 ]       |

Luta Livre
| Atleta                         | Modalidade                   | Grupo | Rodada 1 Adversário Resultado  | Rodada 2 Adversário Resultado   | Rodada 3 Adversário Resultado | Rodada 4 Adversário Resultado | Rodada 5 Adversário Resultado | Rodada 6 Adversário Resultado | Rodada 7 Adversário Resultado | Rodada final Adversário Resultado | Colocação | Referência(s) |
| ------------------------------ | ---------------------------- | ----- | ------------------------------ | ------------------------------- | ----------------------------- | ----------------------------- | ----------------------------- | ----------------------------- | ----------------------------- | --------------------------------- | --------- | ------------- |
| Roberto Leitão das Neves Filho | peso meio-pesado (até 90 kg) | B     | BEL Hubert Bindels D 6-10 =8.° | MGL Zevegiin Düvchin D 2-9 10.° | Não avançou                   | Não avançou                   | Não avançou                   | Não avançou                   | Não avançou                   | Não avançou                       | 19.°      | [ 128 ]       |
| Floriano Spiess                | peso pesado (até 100 kg)     | A     | GDR Uwe Neupert D fall =9.°    | SAM Fred Solovi V 11–7 =7.°     | URS Leri Khabelov D fall =7.° | Não avançou                   | Não avançou                   | Não avançou                   | Não avançou                   | Não avançou                       | =14.°     | [ 129 ]       |

## Boliche- demonstração
Masculino
| Atleta       | Modalidade | Resultado | Colocação | Referência(s) |
| ------------ | ---------- | --------- | --------- | ------------- |
| Walter Costa | individual | 2154      | 9.°       | [ 130 ]       |

## Multimedalhistas
Nesta seção listam-se os atletas brasileiros detentores de pelo menos 2 pódios Olímpicos, desde as edições pregressas, até essa edição. A ordem de classificação se segue pelos seguintes critérios:
1. Maior número de medalhas de ouro;
2. Maior número de medalhas de prata;
3. Maior número de medalhas de bronze;
4. Conquista mais antiga;
5. Esporte ou modalidade mais antiga no programa Olímpico;
6. Ordem alfabética.

| Posição | Atleta                    | Esporte        | Ouro | Prata | Bronze | Jogos            | Medalha de ouro | Medalha de prata | Medalha de bronze | Total de medalhas |
| ------- | ------------------------- | -------------- | ---- | ----- | ------ | ---------------- | --------------- | ---------------- | ----------------- | ----------------- |
| 1.°     | Adhemar Ferreira da Silva | Atletismo      | 2    | 0     | 0      | Helsinque 1952   | 1               | 0                | 0                 | 2                 |
| 1.°     | Adhemar Ferreira da Silva | Atletismo      | 2    | 0     | 0      | Melbourne 1956   | 1               | 0                | 0                 | 2                 |
| 2.°     | Joaquim Cruz              | Atletismo      | 1    | 1     | 0      | Los Angeles 1984 | 1               | 0                | 0                 | 2                 |
| 2.°     | Joaquim Cruz              | Atletismo      | 1    | 1     | 0      | Seul 1988        | 0               | 1                | 0                 | 2                 |
| 3.°     | Guilherme Paraense        | Tiro esportivo | 1    | 0     | 1      | Antuérpia 1920   | 1               | 0                | 1                 | 2                 |
| 4.°     | Ademir Roque              | Futebol        | 0    | 2     | 0      | Los Angeles 1984 | 0               | 1                | 0                 | 2                 |
| 4.°     | Ademir Roque              | Futebol        | 0    | 2     | 0      | Seul 1988        | 0               | 1                | 0                 | 2                 |
| 5.°     | Luiz Carlos Winck         | Futebol        | 0    | 2     | 0      | Los Angeles 1984 | 0               | 1                | 0                 | 2                 |
| 5.°     | Luiz Carlos Winck         | Futebol        | 0    | 2     | 0      | Seul 1988        | 0               | 1                | 0                 | 2                 |
| 6.°     | Afrânio da Costa          | Tiro esportivo | 0    | 1     | 1      | Antuérpia 1920   | 0               | 1                | 1                 | 2                 |
| 7.°     | Nelson Prudêncio          | Atletismo      | 0    | 1     | 1      | México 1968      | 0               | 1                | 0                 | 2                 |
| 7.°     | Nelson Prudêncio          | Atletismo      | 0    | 1     | 1      | Munique 1972     | 0               | 0                | 1                 | 2                 |
| 8.°     | Torben Grael              | Vela           | 0    | 1     | 1      | Los Angeles 1984 | 0               | 1                | 0                 | 2                 |
| 8.°     | Torben Grael              | Vela           | 0    | 1     | 1      | Seul 1988        | 0               | 0                | 1                 | 2                 |
| 9.°     | Zenny Algodão             | Basquete       | 0    | 0     | 2      | Londres 1948     | 0               | 0                | 1                 | 2                 |
| 9.°     | Zenny Algodão             | Basquete       | 0    | 0     | 2      | Roma 1960        | 0               | 0                | 1                 | 2                 |
| 10.°    | Amaury Pasos              | Basquete       | 0    | 0     | 2      | Roma 1960        | 0               | 0                | 1                 | 2                 |
| 10.°    | Amaury Pasos              | Basquete       | 0    | 0     | 2      | Tóquio 1964      | 0               | 0                | 1                 | 2                 |
| 11.°    | Antonio Sucar             | Basquete       | 0    | 0     | 2      | Roma 1960        | 0               | 0                | 1                 | 2                 |
| 11.°    | Antonio Sucar             | Basquete       | 0    | 0     | 2      | Tóquio 1964      | 0               | 0                | 1                 | 2                 |
| 12.°    | Carlos Mosquito           | Basquete       | 0    | 0     | 2      | Roma 1960        | 0               | 0                | 1                 | 2                 |
| 12.°    | Carlos Mosquito           | Basquete       | 0    | 0     | 2      | Tóquio 1964      | 0               | 0                | 1                 | 2                 |
| 13.°    | Carmo Rosa Branca         | Basquete       | 0    | 0     | 2      | Roma 1960        | 0               | 0                | 1                 | 2                 |
| 13.°    | Carmo Rosa Branca         | Basquete       | 0    | 0     | 2      | Tóquio 1964      | 0               | 0                | 1                 | 2                 |
| 14.°    | Edson Bispo               | Basquete       | 0    | 0     | 2      | Roma 1960        | 0               | 0                | 1                 | 2                 |
| 14.°    | Edson Bispo               | Basquete       | 0    | 0     | 2      | Tóquio 1964      | 0               | 0                | 1                 | 2                 |
| 15.°    | Jatyr Schall              | Basquete       | 0    | 0     | 2      | Roma 1960        | 0               | 0                | 1                 | 2                 |
| 15.°    | Jatyr Schall              | Basquete       | 0    | 0     | 2      | Tóquio 1964      | 0               | 0                | 1                 | 2                 |
| 16.°    | Wlamir Marques            | Basquete       | 0    | 0     | 2      | Roma 1960        | 0               | 0                | 1                 | 2                 |
| 16.°    | Wlamir Marques            | Basquete       | 0    | 0     | 2      | Tóquio 1964      | 0               | 0                | 1                 | 2                 |
| 17.°    | Reinaldo Conrad           | Vela           | 0    | 0     | 2      | México 1968      | 0               | 0                | 1                 | 2                 |
| 17.°    | Reinaldo Conrad           | Vela           | 0    | 0     | 2      | Montreal 1976    | 0               | 0                | 1                 | 2                 |
| 18.°    | João Carlos de Oliveira   | Atletismo      | 0    | 0     | 2      | Montreal 1976    | 0               | 0                | 1                 | 2                 |
| 18.°    | João Carlos de Oliveira   | Atletismo      | 0    | 0     | 2      | Moscou 1980      | 0               | 0                | 1                 | 2                 |

## Medalhas
| Medalha | Atleta | Esporte   | Modalidade       | Data       |
| ------- | --- | --------- | ---------------- | ---------- |
| Ouro    | Aurélio Miguel | Judô      | peso meio-pesado | 30/09/1988 |
| Prata   | Joaquim Cruz | Atletismo | 800 m rasos      | 26/09/1988 |
| Prata   | Seleção Brasileira de Futebol Masculino Ademir Roque Aloísio Pires André Cruz Bebeto Gama Cláudio Taffarel Edmar Bernardes Geovani Silva Hamilton Careca Iomar Mazinho João Batista Viana João Paulo Donizetti Jorge Andrade Jorginho Amorim José Ferreira Neto Luís Carlos Winck Milton Souza Nelsinho Kerchner Ricardo Gomes Romário Faria Valdo Cândido Zé Carlos da Costa | Futebol   | equipe campo     | 01/10/1988 |
| Bronze  | Nelson Falcão Torben Grael | Vela      | classe star      | 27/09/1988 |
| Bronze  | Clinio Freitas Lars Grael | Vela      | classe tornado   | 27/09/1988 |
| Bronze  | Robson Caetano | Atletismo | 200 m rasos      | 28/09/1988 |

| Medalhas por esporte | Medalhas por esporte | Medalhas por esporte | Medalhas por esporte | Medalhas por esporte |
| Esporte              | Medalha de ouro      | Medalha de prata     | Medalha de bronze    | Total de medalhas    |
| -------------------- | -------------------- | -------------------- | -------------------- | -------------------- |
| Atletismo            | 0                    | 1                    | 1                    | 2                    |
| Vela                 | 0                    | 0                    | 2                    | 2                    |
| Judô                 | 1                    | 0                    | 0                    | 1                    |
| Futebol              | 0                    | 1                    | 0                    | 1                    |
| Total                | 1                    | 2                    | 3                    | 6                    |